# Thrixspermum latisaccatum
Thrixspermum latisaccatum är en orkidéart som beskrevs av Johannes Jacobus Smith. Thrixspermum latisaccatum ingår i släktet Thrixspermum och familjen orkidéer. Inga underarter finns listade i Catalogue of Life.